# Requiem for a Dream
Requiem for a Dream là một bộ phim tâm lý chính kịch năm 2000 của Mỹ do Darren Aronofsky đạo diễn và có sự tham gia của Ellen Burstyn, Jared Leto, Jennifer Connelly và Marlon Wayans. Đây là bộ phim dựa trên cuốn tiểu thuyết cùng tên của Hubert Selby Jr., cùng với Aronofsky là người viết kịch bản. Bộ phim diễn tả 4 nhân vật lệ thuộc vào chất kích thích, và cách mà chất kích thích ảnh hưởng đến sức khỏe thể chất và tinh thần của họ. Chứng nghiện đó đã khiến họ trở thành tù nhân trong thế giới ảo tưởng và tuyệt vọng. Càng về cuối phim, tình trạng của mỗi nhân vật càng trở nên xấu đi, và thực tế của họ đã bị ảo tưởng chế ngự, khiến cho họ phải nhận kết cục bi thảm.
Tiểu thuyết của Selby đã được Aronofsky và nhà sản xuất Eric Watson ký hợp đồng quyền chọn. Selby luôn có ý định chuyển thể cuốn tiểu thuyết thành phim, vì ông đã viết kịch bản nhiều năm trước khi Aronofsky tìm đến ông. Aronofsky thấy hứng thú với cốt truyện và quyết định cùng Selby xây dựng kịch bản, mặc cho những trở ngại ban đầu để có kinh phí cho việc sản xuất bộ phim. Aronofsky và dàn diễn viên nói rằng bộ phim kể về chứng nghiện nói chung, chứ không riêng gì nghiện chất kích thích, và chủ đề của phim là nỗi cô đơn và sự trốn tránh thực tại theo nhiều cách khác nhau.
Bộ phim công chiếu lần đầu tại Liên hoan phim Cannes năm 2000, với tư cách là tác phẩm không tham gia tranh giải, sau đó được phát hành ra rạp chiếu phim tại Hoa Kỳ bởi Artisan Entertainment vào ngày 6 tháng 10 năm 2000. Phim có doanh thu phòng vé khiêm tốn nhưng được giới phê bình đánh giá cao. Phong cách hình ảnh, chỉ đạo, biên tập, và diễn xuất đều được khen ngợi. Burstyn đã được đề cử giải Oscar cho nữ diễn viên chính xuất sắc nhất cho vai diễn của bà trong phim. Phần âm nhạc của phim được soạn bởi Clint Mansell.